# Papum Pare
Papum Pare är ett distrikt i Indien.   Det ligger i delstaten Arunachal Pradesh, i den östra delen av landet, 1 600 km öster om huvudstaden New Delhi.